# トーマス・ニューコメン
トーマス（トマス）・ニューコメン（Thomas Newcomen、1664年2月24日 - 1729年8月5日）は、イギリスの発明家、技術者であり、鉱山の排水のために、最初の実用的な蒸気機関を建造した。その後の産業革命の動力を担った蒸気機関の実質上の発明者とされている。この蒸気機関は、真空と大気圧との差だけを利用した点で、大気圧機関と呼ばれることもある。生涯にわたって敬虔なプロテスタントのバプテスト信徒であった。
確認された肖像画は見つかっていない。

## 生涯

### 生い立ち
トマス・ニューコメンは、イングランド南西部のデヴォン州ダートマスで生まれ、1664年2月24日にセント・セイヴィア (St.Saviour) 教会でバプテスマ（洗礼）を受けた。父はイライアス (Elias) 、母はサラ (Sarah) で、一家は金物商 (ironmonger) を営んでおり、トマスは5人兄弟姉妹の3番目（次男）であった。
1678年頃からエクセターへ金物商の徒弟奉公に出て、1685年頃には、ダートマスへ帰って家業の金物商となっていた。彼はコーンウォールやデヴォンの鉱山をしばしば訪れており、鉱山産業のための機器の製造・販売が彼の仕事の一部となっていた。
当時の鉱山では、坑道内の出水をいかにして排出するかが大きな問題であり、ニューコメンは間もなく、この鉱山の排水方法の改善に従事するようになった。この頃、同じくダートマスのバプテストの配管工でガラス職人のジョン・コウリー（John Calley;1663年 - 1717年）と出会い、その後2人で共同して鉱山の排水のための機関の開発を行うようになった。
ニューコメンは1705年に、同じくデヴォン州のマールバラの農夫の娘ハンナ・ウェイマス（Hannah Waymouth; 1682年 - 1756年）と結婚し、その後3人の子供をもうけた。

### 信仰
トマス・ニューコメンの曾祖父はダートマス近隣の村の著名な教区牧師であり、祖父の代からバプテスト信徒となり、トマスの父は有名な伝道者ジョン・フラーヴェルをダートマスへ連れてきたグループの一員でもあった。トマスもフラーヴェルのもとで教育を受けたと考えられる。トマス自身、地元のバプテスト教会で信徒説教者 (lay preacher) を務め、後年、機関の仕事で地元を離れても、日曜日には説教者の仕事に専念していた。
後年、彼のロンドンでの仕事仲間であったエドワード・ウォリン (Edward Wallin) は、著名なバプテストのジョン・ギルと繋がりのある牧師であった。ジョゼフ・ホーンブロアー（1696年 - 1762年）は10代はじめにニューコメンから説教を受け、熱心な信徒になるとともにニューコメン機関の建造を手がけるようになり、彼の子や孫たちも、その後の蒸気機関の開発と建造に大きく関わることになった。

### 蒸気機関の開発
ニューコメンの機関は、後述の図に示すように、ピストンで蒸気を閉じ込めたシリンダの下端に蒸気の入口と冷水の噴射口とを設けたものであった。冷水入口のコックを回して冷水を噴射して中の蒸気を凝縮すると、シリンダ内が真空（負圧）となるため、ピストン背面の大気がピストンを下へ押し、ピストンを鎖で吊っているビーム（大きなてこ）の一端を引き下げて、ビームの他端から吊り下げたロッドを介して坑道底の排水ポンプで水を汲み上げる。次に蒸気入口の弁を開くと、ポンプの自重でピストンが持ち上げられて、シリンダは、その下のボイラから入ってくる蒸気で再び満たされる。この動作を繰り返してポンプを駆動し、坑道の底に溜まった水を排水するものであった。

ニューコメンの蒸気機関の動作原理。ボイラーの蒸気圧は低くピストンの上昇はポンプの自重による結果であり、動力を発生するのはピストンを押し下げる大気圧による。

この新しい機関は、全体的には既知の部品の組み合わせであり、また当時の技術をうまく総合すれば、不可能なものではなかった。シリンダとピストンは、大きさは異なるが、ゲーリケやパパンらが用いたものであり、ボイラ設備は大きな醸造用の銅製ボイラそのものであり、ポンプ類は以前から鉱山でよく使われていたものであった。当時の職人の手になるこれらの部品を一つの設備として組み上げたことに、大きな特徴があった。個別の独自のアイデアとしては、蒸気の凝縮に冷水の直接噴射を用いること、弁の開閉を自動で行う工夫がされていることなどが挙げられる。
少し以前の1698年にセイヴァリが発明した「火の機関」と比べると、ピストン・シリンダを用いて間接的にポンプを駆動する点、および蒸気の圧力は用いずに蒸気を真空を作り出す用途にだけ利用する点で、大きく異なっていた。
金物商であったニューコメンが、どのようにしてこの機関の着想を得たのか、正確には分からない。セイヴァリはダートマスから15マイル（24km）ほど離れたモッドベリーに住んでいたため、ニューコメンとセイヴァリの間で以前から交流があったのではないかとの説もあるが、ニューコメンがセイヴァリの実験を事前に知っていた事実は確認できない。セイヴァリが「火の機関」の特許を取った頃には、ニューコメンらは蒸気機関の考案と試作を独自に行っていたとされ、後でセイヴァリの特許を知ったニューコメンは、やむなくセイヴァリの特許のもとで機関の建造に当たったと考えられている。

### 最初の蒸気機関
ニューコメンとコウリーは、10年余りの思考と実験の末、1710年頃に彼の機関をほぼ開発できたとされている。その頃、コーンウォールのどこかの鉱山で建造されてうまくいかなかった可能性があるが、確認されていない
。
確認されている最初の成功した機関は、1712年にスタッフォードシャー州のダドリー城近くのコウニーグリー (Coneygree) 炭鉱で建造された機関である。そこはバーミンガムの近くであったので、鉄製品、弁類、バケットなどの多くの部分はバーミンガムで作って現地へ運んで組み立てられた。
その機関は、シリンダの直径21インチ（533mm）、長さ7フィート10インチ（2.39m）、毎分12行程で動作し、1行程あたり10ガロン（45.5リットル）の水を51ヤード（46.6m）深さの坑道からくみ上げた。約5.5HP相当であった。
この機関は鉱山主たちの間で評判を呼び、イギリスおよびヨーロッパ各地から訪問者が訪れた。ニューコメンおよびそのパートナーによるこの発明を、技術史家のL・T・C・ロウルトは「技術の歴史の中で、一人の人間によりこれほど短期間で、これほど最終的な形で開発された重要な発明は、まれにしか見られない」と評している。

### 蒸気機関の普及
ダドリー城の炭鉱での成功により、他の炭鉱所有者がニューコメン機関を採用する方向へ動き出した。1720年頃までに、ニューコメンとコウリー（および息子）は、イングランドおよびウェールズの鉱山で5台から7台の機関を建造した。ほぼ確認されているものを下記に示す。
- 1712年: スタッフォードシャー州、ダドリー城近郊のコウニーグリー炭鉱。
- 1714年: ウォリックシャー州、ヌニートン近郊のグリフ (Griff) 炭鉱。
- 1715年: フリントシャー州、ハーデン（英語版）近郊のウッズ (Woods) 鉱山。
- 1715年: ヨークシャー州、リーズのオースソープ（英語版）近郊のモア・ホール (Moor Hall) 炭鉱。
- 1715年: カンブリア州、ホワイトヘブン（英語版）炭鉱。
- 1720年: コーンウォール州、ペンザンス近郊 (Ludgvan) のホイール・フォーチュン (Wheal Fortune) 錫鉱山。

科学者のヘンリー・バイトン（1686年 - 1743年）はグリフに住んでいて、家の近くに据え付けられていた機関を見ることができた。数年後に自身が、ニューカースル・アポン・タインでニューコメン機関を建造した。
オースソープの機関の建造とその後の運転の監督は、コウリー父子が行っていた。完成後の1717年に、留まっていた父コウリーはオースソープで死去した。また、オースソープに生家があった少年ジョン・スミートン（1724年 - 1792年）は、この機関が動いているのを見て技術に関心を持ち、後年、ニューコメン機関の改良を手がけるようになった。

### 特許問題
ニューコメンは実用的な蒸気機関を作ったが、既に1698年に、セイヴァリが「火力によって揚水する装置」という広い特許を保持しており、1733年まで有効とされていた。機関の原理も形式も大きく異なっていたが、セイヴァリの特許はいわば「基本特許 (master patent)」であり、ニューコメンは自身の機関をセイヴァリ機関として建造販売せざるをえなかった。
両者の接触は、セイヴァリが自身の機関の鉱山への設置を諦めた1705年頃に始まったとされる。この頃セイヴァリは、海軍省傷病者委員会収入役として定期的にダートマスの市長を訪れており、市長を介してニューコメンに会っていたと思われる。ニューコメンとセイヴァリまたはその代理人との間で、どのようなやり取りがあったか分からないが、この前後に両者の協力関係が成立し、ニューコメンにとっては、それは必ずしも不本意かつ不利益なものではなかったと考えられている。ニューコメン自身は、一切特許を取得していない。
1715年にセイヴァリは死去し、その特許は遺言により未亡人が引き継いだ。それを、ジョイント・ストック・カンパニー「火による揚水の発明の所有者団 (Proprietors of the Invention for Raising Water by Fire)」 が、年金と引き換えに未亡人から買い取った。「所有者団」は、その後ニューコメンやその他の技術者らにより建造された全てのニューコメン機関の、建造と運転にかかわる全ての特許権を行使した。ニューコメン自身は、その初期にのみ構成員として名前が入っていた。またニューコメンの親しい友人や遠い親戚、同じバプティスト仲間も構成員に含まれていた。

### ニューコメンの死とその後
ニューコメン自身による機関建造は、1720年のホイール・フォーチュンの機関が最後となった。ニューコメンは、ビジネスでロンドンに滞在する日が多くなっていたが、ロンドンでのパートナーで友人のエドワード・ウォリンの家で2週間病床に伏し、1729年8月5日に死去した。熱病であったとされている。彼は非国教徒が埋葬されているロンドン、シティー・ロードのバンヒル (Bunhill) 墓地に、8月8日に埋葬された。そこは共同の地下納骨所であり、墓の正確な位置は不明である。
セイヴァリの特許のもとで、特許期限の1733年までに少なくとも104台のニューコメン機関が建造された。大部分はイングランド、スコットランド、ウェールズの鉱山であったが、1721年から1732年の間に少なくとも12台が、ヨーロッパ大陸のハンガリー（3台）、フランス（3台）、ベルギー（2台）、ドイツ（1台）、オーストリア（1台）、スペイン（1台）、スウェーデン（1台）で建造された。
ニューコメン機関は、およそ75年の間、大きな変更なくその位置を占め続けた。当初は真鍮鋳物のシリンダが使われたが、やがて安価な鋳鉄に変わり、より大口径となった。また並行してボイラの改良も行われた。これらの機関の建造には、ニューコメン、コウリー父子の他に、ポッター一族（Isaac, Humphrey Potter 他）、ストウニア・パロット（Stonier Parrott）、ジョージ・スパロウ（George Sparrow）、バイトン、スミートン、ホーンブロアー一族、ジェームズ・ブリンドリ（1716年 - 1772年）、モルテン・トリヴァルド（Mårten Triewald; 1691年 - 1747年）など、多くの人々が関わった。ニューコメンの甥のイライアス（Elias Newcomen）も機関建造者に加わった。
1769年にワットが分離凝縮器の特許を取得し、ニューコメン機関の大きな改良を行った。その後、1776年から燃料消費の少ないワット機関の建造を始めると、石炭を外部に頼っていたコーンウォールの錫鉱山から、徐々にワット機関に置き換わっていった。
ワットの改良にもかかわらず、ニューコメン機関はワット機関より安価で、さほど複雑ではなかったので、ワットの特許期間内の1770年から1800年の間にもワット機関より多くのニューコメン機関が建造された。18世紀の間にイギリスおよびヨーロッパの各地で建造されたニューコメン機関は、1500から2000台にのぼった。イギリスで最後まで動いていたニューコメン機関は、1795年にサウス・ヨークシャー州のエルセカー新炭鉱 (Elsecar New Colliery) に建造されたもので、1923年まで継続して運転され、1950年代でも運転可能な状態であった。
1920年にロンドンに設立された科学史の学会は、ニューコメンの名にちなんで、ニューコメン協会 (Newcomen Society) という名前になった。ニューコメン協会は1922年より機関誌 Transactions of the Newcomen Society を発行し、その後アメリカなどにも支部（合衆国ニューコメン協会）が設立された。

### 構造と動作

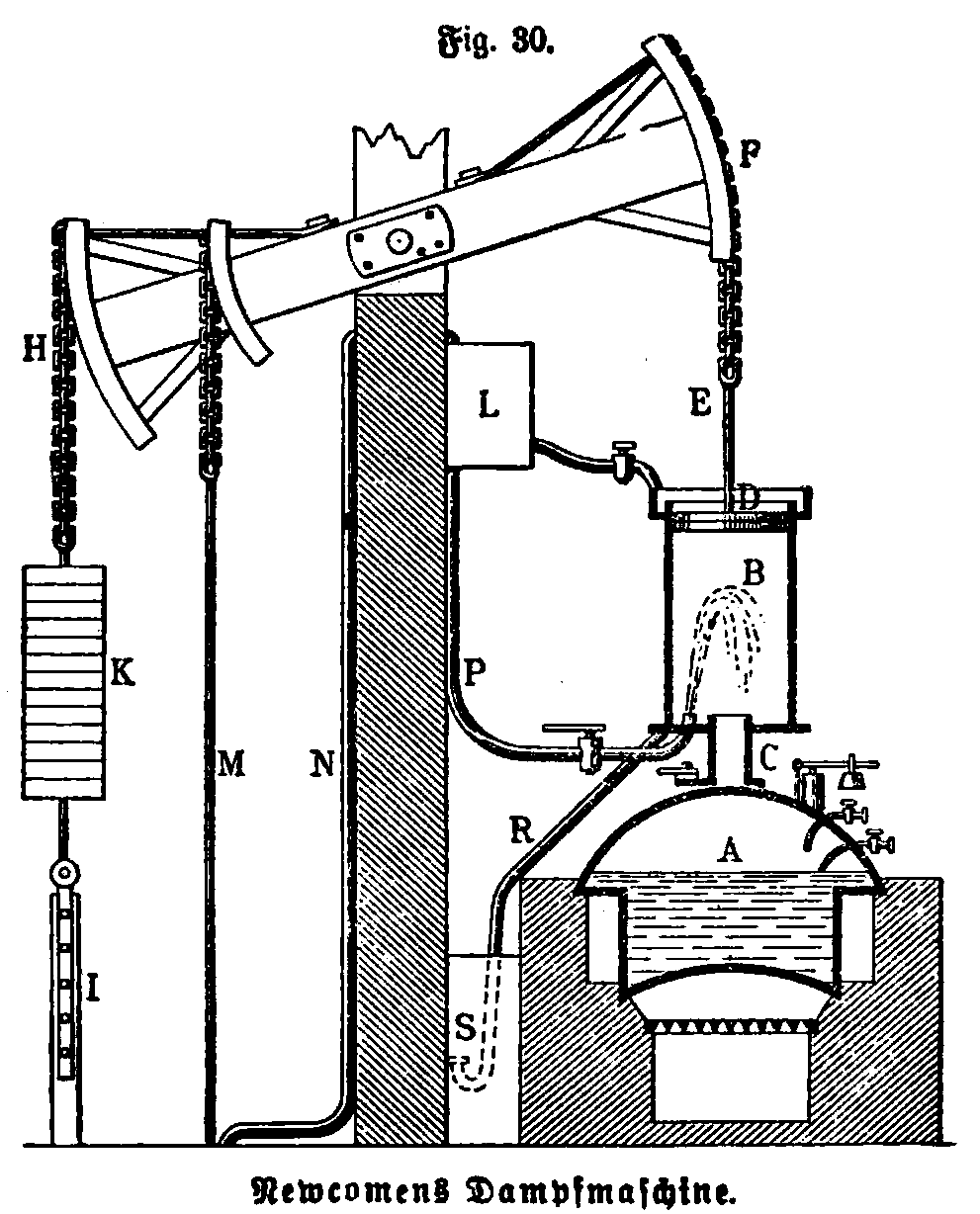
ニューコメン機関の構成(概略図)
A: ボイラ、 B: シリンダ、 C: 蒸気弁、 D: ピストン、 E: ピストン棒、 F: ピストン棒の鎖、 H: 排水ポンプの鎖、 I: 排水ポンプ棒、 K: バランスおもり、 L: 冷水タンク、 M: 補助ポンプ棒、 N: 冷水配管（床下貯水槽より）、 P: 冷却水弁、 R: 排水管、 S: 逆止弁（漏らし弁）

### スミートンの改良したニューコメン機関

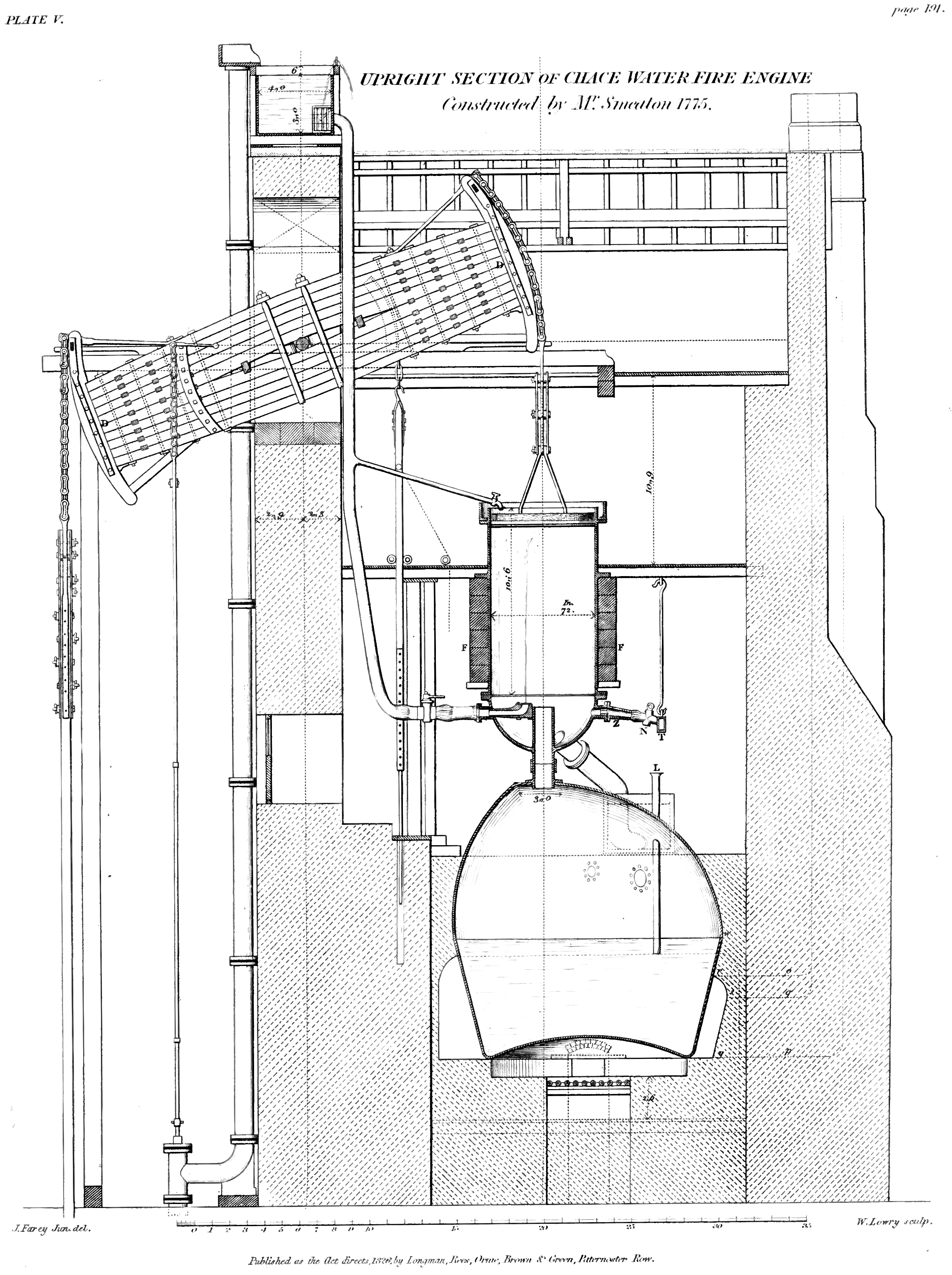
スミートンによるニューコメン機関、チャスウォーター 1775